# Attaque par vague humaine
 (mars 2025).

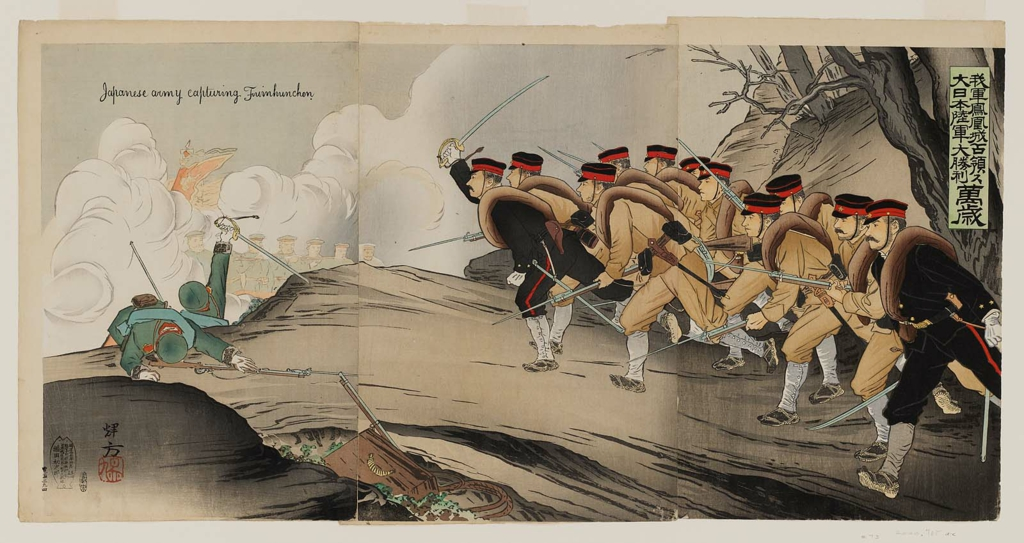
Gravure sur bois japonaise représentant une charge d'infanterie pendant la guerre russo-japonaise

 Une attaque par vague humaine est une tactique d'infanterie offensive dans laquelle un attaquant mène un assaut frontal peu ou pas protégé avec des formations d'infanterie densément concentrées contre la ligne ennemie, dans le but de submerger les défenseurs en s'engageant dans un combat au corps à corps.

## Définition
Selon l'analyste de l'armée américaine Edward C. O'Dowd, la définition technique d'une tactique d'attaque par vague humaine est un assaut frontal par des formations d'infanterie densément concentrées contre une ligne ennemie, sans aucune tentative de protéger ou de masquer le mouvement de l'attaquant. Le but d'une attaque par vague humaine est de manœuvrer autant de personnes que possible à courte portée, en espérant que la grande masse d'attaquants engagés dans un combat au corps à corps forcerait l'ennemi à se désintégrer ou à reculer.
Le recours à la mêlée pour l'attaque par vagues humaines rend généralement l'organisation et la formation de la force d'attaque inutiles, mais il faut soit un grand courage, soit de la coercition, soit du moral pour que les attaquants avancent sous le feu ennemi. Cependant, face à des armes modernes telles que les armes à feu automatiques, l'artillerie et les avions, une attaque par vague humaine est une tactique extrêmement dangereuse et coûteuse face à une puissance de feu dévastatrice. Ainsi, pour qu'une attaque par vague humaine réussisse sur le champ de bataille moderne, il est impératif que les attaquants chargent la ligne ennemie dans le temps le plus court et en nombre le plus grand possible, afin qu'une masse suffisante puisse être préservée lorsque les attaquants atteignent la ligne ennemie.
Cependant, cette solution signifie généralement que les attaquants doivent sacrifier la dissimulation et la couverture au profit du nombre et de la vitesse. En raison de ce compromis, les attaques par vagues humaines peuvent être utilisées par un attaquant qui manque de formation tactique ou qui manque de puissance de feu et de capacité de manœuvre.

## Utilisation
Les attaques par vagues humaines ont été utilisées par plusieurs forces armées à travers le monde, notamment les armées européennes et américaines pendant la guerre civile américaine et la Première Guerre mondiale, les Boxers pendant la révolte des Boxers, l'armée républicaine espagnole pendant la guerre civile espagnole, l'Armée rouge, l'armée impériale japonaise et l'armée nationale révolutionnaire pendant la Seconde Guerre mondiale, l'armée des volontaires du peuple pendant la guerre de Corée et l'armée populaire de libération pendant la guerre du Vietnam et la guerre sino-vietnamienne, les Basij iraniens pendant la guerre Iran-Irak, et les forces terrestres russes pendant l'invasion russe de l'Ukraine.

### La révolte des Boxers
Les attaques par vagues humaines ont été utilisées pendant la révolte des Boxers (1899-1901) en Chine. Les rebelles Boxers ont mené des attaques par vagues humaines contre les forces de l'Alliance des Huit Nations lors de l'expédition Seymour et de la bataille de Langfang où l'Alliance des Huit Nations a été forcée de battre en retraite.
Les 11 et 14 juin 1900, les Boxers armés uniquement d'armes blanches chargèrent directement les troupes de l'Alliance à Langfang armées de fusils et de mitrailleuses dans des attaques par vagues humaines et les Boxers bloquèrent également la retraite de l'expédition par train en détruisant la voie ferrée Tianjin-Langfang.
Les Boxers et l'armée de Dong Fuxiang ont travaillé ensemble dans l'embuscade conjointe avec les Boxers qui attaquaient sans relâche les Alliés de front avec des attaques par vagues humaines en n'affichant « aucune peur de la mort » et engageant les Alliés dans un combat au corps à corps. Les Alliés subirent cependant la plupart de leurs pertes aux mains des troupes du général Dong, qui utilisèrent leur expertise et leur persévérance pour s'engager dans des assauts « audacieux et persistants » contre les forces de l'Alliance, comme le rappelle le capitaine allemand Usedom : l'aile droite des Allemands était presque au point de s'effondrer sous l'attaque jusqu'à ce qu'ils soient secourus de Langfang par les troupes françaises et britanniques ; les Alliés se retirèrent alors de Langfang dans des trains criblés de balles.

### Guerre russo-japonaise
Pendant le siège de Port Arthur (1904-1905), les Japonais menèrent des attaques par vagues humaines contre l'artillerie et les mitrailleuses russes, ce qui finit par devenir suicidaire. Les Japonais ayant subi des pertes massives lors des attaques, une description des conséquences était la suivante : « une masse épaisse et ininterrompue de cadavres recouvrait la terre froide comme une couverture. ».

### Républicains espagnols
Les attaques par vagues humaines ont également été déployées par les républicains en Espagne pendant la guerre civile espagnole, notamment lors de leur défense de la Casa de Campo pendant le siège de Madrid, en particulier la contre-attaque de la colonne Durruti dirigée par Buenaventura Durruti. De plus, comme l'ont raconté plusieurs anciens membres du bataillon Lincoln, il n'était pas rare que les commandants républicains ordonnent à des unités de lancer des attaques que les officiers de terrain avaient jugées malavisées ou suicidaires.

### Armée rouge soviétique
Des vagues humaines utilisées pendant la guerre civile russe ont été racontés par des soldats américains en Russie soutenant l'Armée blanche.
Au cours de la guerre d'Hiver de 1939-1940, l'Armée rouge soviétique a utilisé à plusieurs reprises des charges humaines contre des positions finlandaises fortifiées, permettant aux mitrailleurs ennemis de les faucher, une tactique décrite comme un « fatalisme incompréhensible » par le commandant finlandais Mannerheim. Cela a conduit à des pertes massives du côté soviétique et a contribué à ce que les forces finlandaises, clairement plus faibles (à la fois en termes d'effectifs et d'armement), aient pu résister temporairement aux attaques soviétiques sur l'isthme de Carélie,. Les attaques soviétiques dans d'autres secteurs ont été stoppées avec succès par les Finlandais.
Richard Overy, dans son livre The Oxford History of World War II, parle de l'avancée technologique éventuelle des forces de pointe soviétiques, devenant aussi efficaces que les forces allemandes, mais il reconnaît toujours que des éléments de « sacrifice de soi impensable, de tactiques de « vague humaine » et de punitions draconiennes » ont existé.

### Armée impériale japonaise

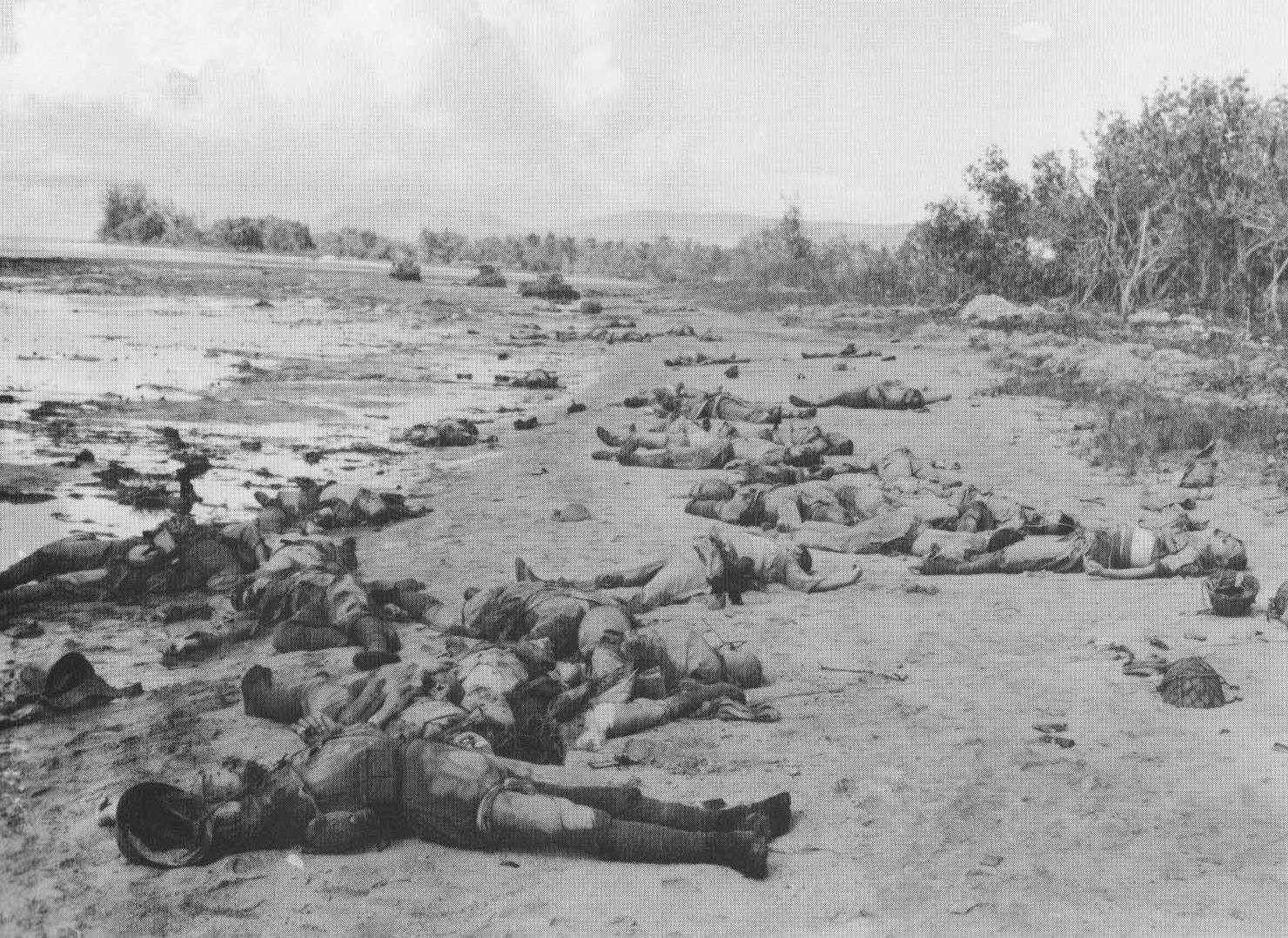
Des soldats japonais morts gisent sur la plage après l'échec d'une charge banzai lors de la bataille de Guadalcanal, 1942

L'armée impériale japonaise était connue pour son utilisation d'attaques par vagues humaines,,,. Il y avait même des unités spécialisées qui étaient entraînées à ce type d’assaut.
La charge a été utilisée avec succès lors de la guerre russo-japonaise et de la deuxième guerre sino-japonaise, où les soldats japonais très disciplinés combattaient des ennemis avec une discipline comparativement plus faible et sans beaucoup d'armes automatiques telles que des mitrailleuses, les surpassant souvent également en nombre. Dans de tels cas, une charge déterminée pouvait percer les lignes ennemies. L’efficacité de telles stratégies en Chine en a fait une tactique standard pour l’armée impériale japonaise. Ces tactiques sont devenues surtout connues du public occidental pendant la guerre du Pacifique, où les forces japonaises ont utilisé cette approche contre les forces alliées. Cependant, les forces alliées étaient largement supérieures en nombre à celles des Japonais et elles étaient équipées d'un très grand nombre d'armes automatiques. Il s’agissait également de forces bien entraînées, capables de s’adapter rapidement aux attaques japonaises. Si les forces alliées parvenaient à établir un périmètre défensif, leur puissance de feu supérieure entraînerait souvent de lourdes pertes japonaises et un échec de l’attaque. Le cri de guerre japonais « Banzaï » a valu à cette forme de charge d'être appelée « charge Banzaï » par les forces alliées.
Outre son utilisation stratégique par les forces militaires japonaises, la fréquence de son utilisation a été expliquée, en partie, par le fait que les troupes japonaises adhèrent à leur code d'honneur traditionnel du Bushido qui considère la reddition comme honteuse ou inacceptable, alors que la bravoure d'une charge humaine, même si elle est suicidaire, est un choix honorable. Ces charges banzaï des soldats japonais contre les troupes alliées équipées de mitrailleuses, de mortiers légers, de fusils semi-automatiques et de mitraillettes étaient souvent inefficaces pour modifier l'issue d'une bataille, mais les troupes américaines ont plus tard rapporté une forte pression psychologique due à la défense contre ces vagues humaines sous-armées.

### Armée des volontaires du peuple
Pendant la guerre de Corée, le terme « attaque par vague humaine » était utilisé pour décrire une combinaison de tactiques d'infiltration et de choc employées par l'Armée des volontaires du peuple,. Selon certains récits, le maréchal Peng Dehuai, commandant en chef des forces chinoises en Corée, aurait inventé cette tactique.
L'attaque chinoise était typiquement menée de nuit par de nombreuses équipes de tir sur un front étroit contre le point le plus faible des défenses ennemies. L'équipe d'assaut rampait sans être détectée jusqu’à que la ligne ennemie soit à portée de grenade, puis lançait des attaques surprises contre les défenseurs afin de percer les défenses en s'appuyant sur un choc et une confusion maximum. Si le choc initial ne parvenait pas à percer les défenses, des équipes de tir supplémentaires les poursuivraient et attaqueraient le même point jusqu'à ce qu'une brèche soit créée. Une fois la pénétration réalisée, le gros des forces chinoises se déplacerait vers l'arrière de l'ennemi et attaquerait par derrière. Lors des attaques, les équipes d'assaut chinoises se dispersaient en se cachant grâce au terrain, ce qui rendait difficile pour les défenseurs de cibler les soldats chinois. Les attaques des escouades chinoises successives ont également été soigneusement chronométrées pour minimiser les pertes. En raison des systèmes de communication primitifs et des contrôles politiques stricts au sein de l'armée chinoise, les attaques étaient souvent répétées indéfiniment jusqu'à ce que les défenses soient pénétrées ou que les réserves de munitions de l'attaquant soient épuisées, quelles que soient les chances de succès ou le coût humain.
Ce modèle d'attaque persistant a laissé une forte impression sur les forces de l'ONU qui ont combattu en Corée, donnant naissance à la description de « vague humaine ». L'historien de l'armée américaine Roy Edgar Appleman a observé que le terme « vague humaine » a été plus tard utilisé par les journalistes et les responsables militaires pour transmettre l'image que les soldats américains étaient attaqués par un nombre écrasant de Chinois sur un large front.

### Guerre Iran-Irak
Pendant la guerre Iran-Irak, certaines des attaques menées par les forces iraniennes lors d’opérations de grande envergure ont été considérées comme des attaques par vagues humaines.

### Guerre entre l'Érythrée et l'Éthiopie
Au cours de la guerre entre l'Érythrée et l'Éthiopie de 1998-2000, l'utilisation généralisée des tranchées a donné lieu à des comparaisons avec la guerre des tranchées de la Première Guerre mondiale. Selon certains rapports, la guerre des tranchées a entraîné la perte de « milliers de jeunes vies dans des assauts par vagues humaines contre les positions érythréennes »,.

### Invasion de l'Ukraine par la Russie

#### Armée russe
Lors de l'invasion russe de l'Ukraine à partir de 2022, l'armée ukrainienne, les médias occidentaux et d'éminents blogueurs militaires russes ont rapporté que l'armée russe utilise des attaques par vagues humaines pour vaincre les défenses ukrainiennes,,,,.
Au cours des batailles de Bakhmout, de Vouhledar, et d'Avdiïvka, des soldats de l'armée russe avaient été envoyés dans les batailles en utilisant des tactiques de vagues humaines pour capturer les villes,. Les unités paramilitaires du groupe Wagner ont également eu recours à des « attaques par vagues humaines » en recrutant des détenus recrutés dans les prisons pour combattre en Ukraine, y compris ceux des unités Storm-Z et Storm-V. Il a également été affirmé que l'infanterie russe envoyée dans les attaques par « vagues humaines » est mal entraînée et mal équipée, avec un soutien mécanisé ou aérien minimal ou inexistant. Le contre-amiral John Kirby, porte-parole du Conseil de sécurité nationale des États-Unis, a affirmé que la Russie avait envoyé « des masses de soldats mal entraînés directement sur le champ de bataille, sans équipement adéquat, et apparemment sans formation ni préparation adéquates ». Les troupes russes ont affirmé qu'elles étaient menacées d'être abattues par les troupes de la barrière si elles se retiraient des attaques.
Le terme « hachoir à viande » ou de « chair à canon » a été utilisé pour décrire ces tactiques employées par la Russie pour tenter d'épuiser les forces ukrainiennes et d'exposer leurs positions à l'artillerie russe. Selon l’OTAN et des responsables militaires occidentaux, environ 1 200 soldats russes ont été tués ou blessés en Ukraine chaque jour en moyenne en mai et juin 2024, principalement en raison du recours aux tactiques soviétiques et aux attaques par vagues humaines. Ces attaques ont également été comparées aux charges banzaï de l'armée impériale japonaise,,.

#### Militaire nord-coréen
Des troupes nord-coréennes ont été déployées en Russie en octobre 2024 pour aider la Russie dans l'offensive ukrainienne de Koursk. Leurs attaques contre les positions ukrainiennes ont été décrites comme des « attaques par vagues humaines » en décembre 2024 par Kirby, qui a évalué que les attaques avaient fait plus de 1 000 morts et blessés parmi les soldats nord-coréens en une semaine sur le front. Il a ajouté qu'il était « clair » que les dirigeants militaires russes et nord-coréens considéraient les Nord-Coréens comme des « sacrifiables »,,,.